# Nicholas Audsley
Nicholas Nick Audsley (6 de febrero de 1982) es un actor de ascendencia inglesa, más conocido por su interpretación de Peter van Pels de La historia de Ana Frank.

## Trayectoria
Ha aparecido en una serie de BBC, ITV y series de televisión, incluyendo The Cazalets, Midsomer Murders (Asesinato en Santa Malley's Day), Testigo Mudo, Foyle's War (El asesinato de una lección) y The White Princess.